# ガンベタ駅
ガンベタ駅 (ガンベタえき、Gambetta 発音例)は、フランス・パリの20区にあるメトロ (地下鉄) の駅。3号線と3bis線を利用することができる。

## 概要
ガンベタ駅は、パリの地下鉄メトロの駅。3号線と3bis線が利用可能である。3号線の東端ガリエニ駅の2つ手前の駅であり、パリ東部のペール・ラシェーズ墓地に近い。また、3bis線の南西の起点となっている。
政治家レオン・ガンベタにちなんで名づけられたガンベタ広場の地下にある。

## 歴史
1905年1月25日、3号線の駅として開業した。当時はターミナル駅であったが1921年のポルト・デ・リラ駅への路線延長で途中駅となり、さらに3号線のガリエニ駅方面への延伸に伴い、1969年からの改修によって、3号線の駅は西側へ移動し、西隣のマルタン・ナドー（Martin Nadaud）駅をホームの一部として吸収し、それまでの3号線の駅は1971年3月27日、3bis線の誕生に伴い、そのターミナル駅となった。

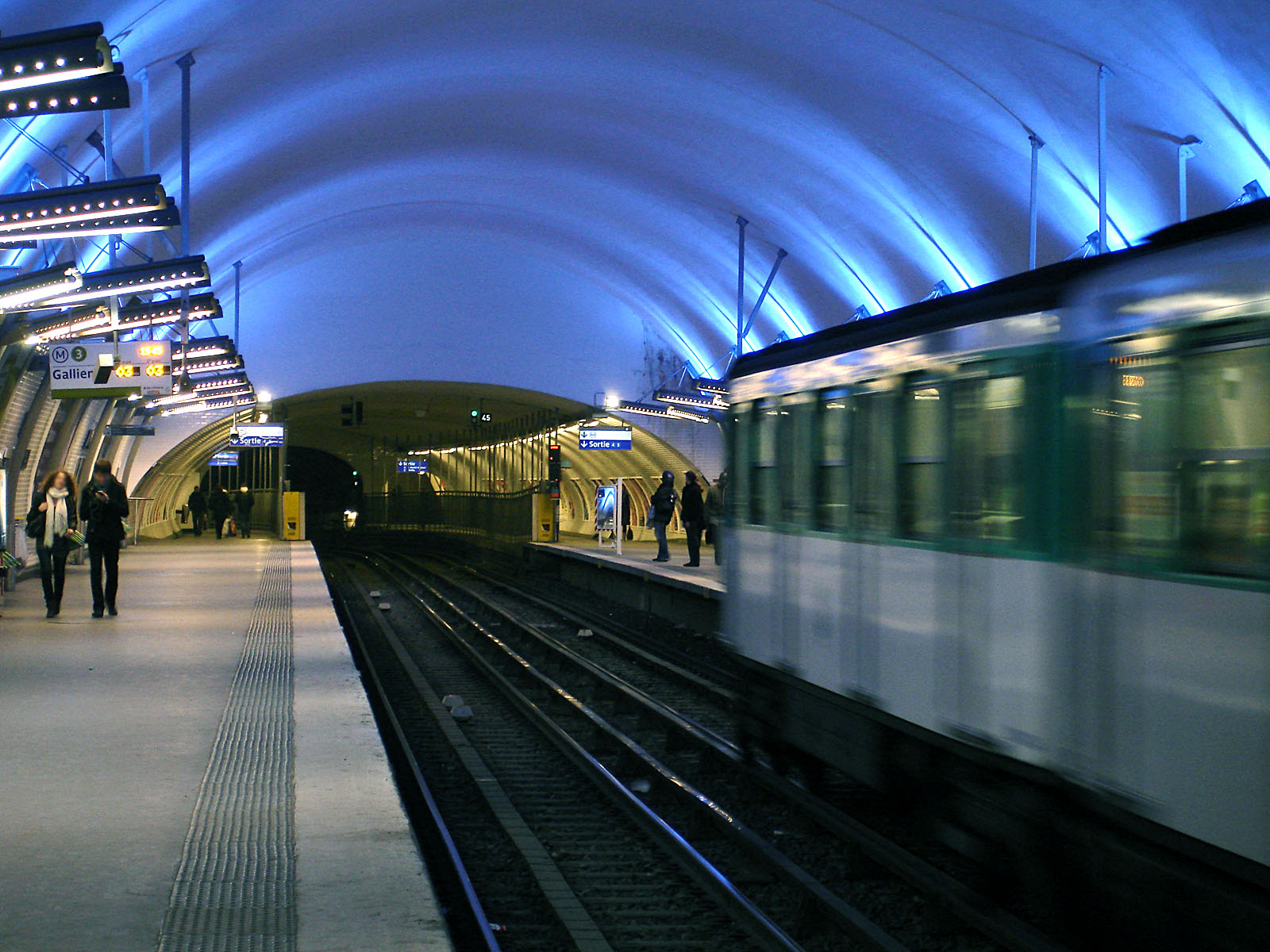
3号線ガンベタ駅から旧マルタン・ナドー駅方面を望む
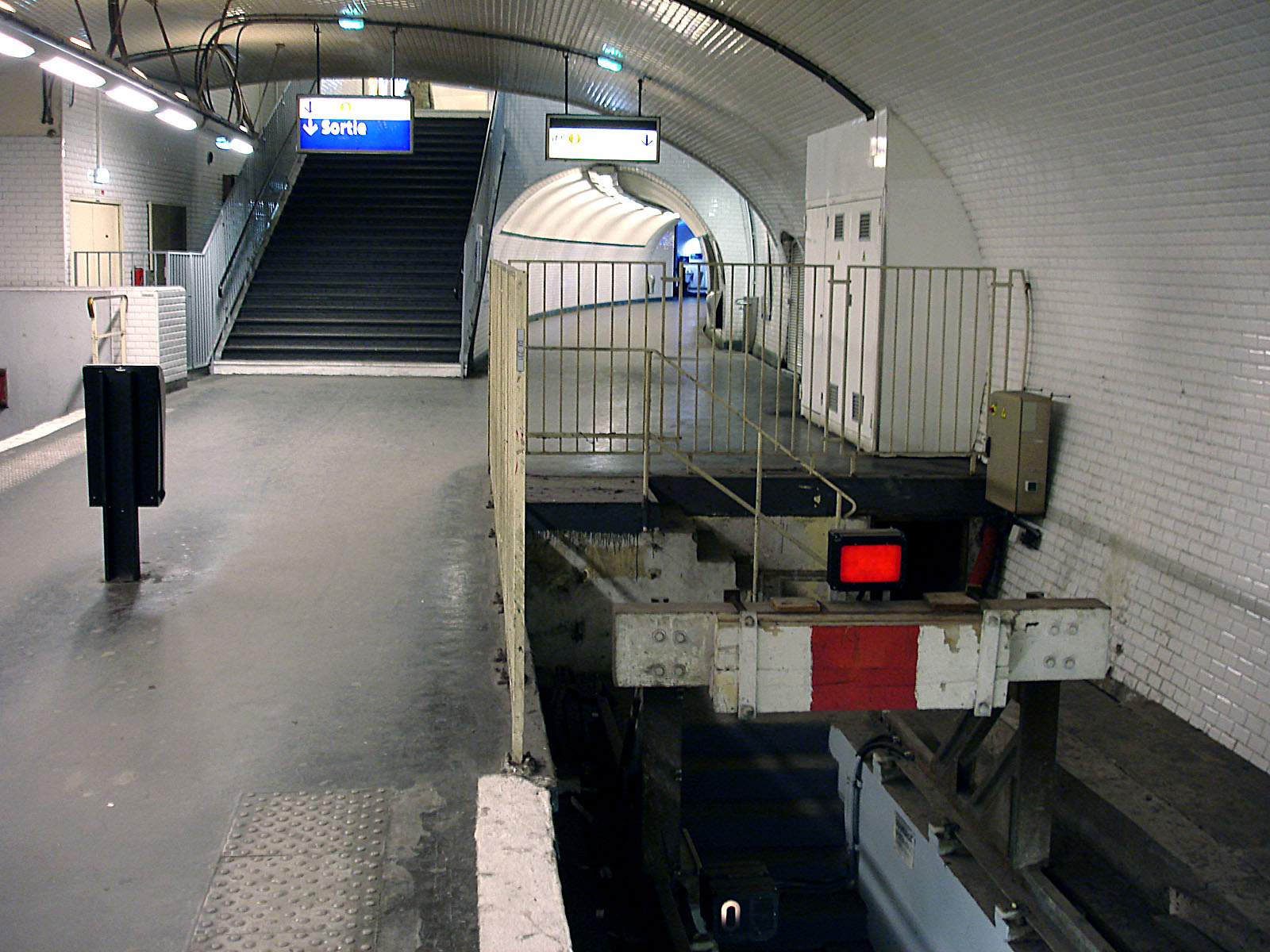
3bis線ガンベタ駅 連絡通路はかつての3号線の線路で奥に3号線ガンベタ駅を見ることができる

## 駅周辺
- ガンベタ広場 （Place Gambetta）
- 国立コリーヌ劇場 （Théâtre National de la Colline）
- 第20区役所 （Mairie du 20e arrondissement）
- トゥノン病院 （Hôpital Tenon）
- 日本通り （リュ・デュ・ジャポン、Rue du Japon） - ガンベタ広場の近くにある。
- ペール・ラシェーズ墓地 (Cimetière du Père-Lachaise)

## 隣の駅
パリメトロ
3号線
ペール・ラシェーズ駅 （Père Lachaise） - ガンベタ駅 - ポルト・ド・バニョレ駅 （Porte de Bagnolet）
3bis線
ガンベタ駅 - ペルポール駅 (Pelleport)